# Paloma Baeza
Paloma Baeza (Londres, Inglaterra, Reino Unido, 1 de mayo de 1975) es una actriz y directora británica de ascendencia anglo mexicana de cine y televisión. Hizo su debut como actriz en 1994 en la serie Mud y en cine al año siguiente en la película A Kid in King Arthur's Court. Como directora, ganó el premio BAFTA a mejor cortometraje de animación el año 2018 por su trabajo Poles Apart.

## Primeros años
Baeza nació en Londres y pasó su infancia en México. Su padre mexicano y su madre británica eran músicos que se conocieron en el Reino Unido. En 1975, cuando Baeza tenía cinco meses, sus padres se casaron en Londres y se fueron a la Ciudad de México. Se divorciaron nueve años después.
Regresó al Reino Unido con su madre en 1985, cuando tenía nueve años. Comenzó a tomar clases de actuación y apareció muy temprano en los teatros de Londres y en producciones de la televisión británica. Estudió inglés y artes escénicas en la Universidad de Brístol.

## Carrera
Baeza ha actuado en varias películas y programas de televisión, incluida la película de 1998 Far from the Madding Crowd interpretando el papel principal de Bathsheba Everdene, y la producción de la BBC de 2008 The Passion, donde interpretó a María Magdalena. También se ha presentado en diversas obras de teatro, incluyendo Navy Pier en 2000 y The Flight Into Egypt en 1996.
Baeza dirigió el cortometraje Watchmen en 2001, que escribió junto al actor Cillian Murphy, quien también lo protagonizó. Dirigió el telefilme The Window en 2006. Baeza decidió estudiar animación en la Escuela Nacional de Cine y Televisión del Reino Unido. Para su proyecto de graduación, realizó el cortometraje en stop motion Poles Apart, con el que ganó el Premio BAFTA al Mejor Cortometraje de Animación en 2018. En 2018, comenzó a dirigir la película de acción real The Toymaker's Secret, escrita por su esposo Alex Garland. También se encuentra trabajando en un proyecto sobre la vida de Frida Kahlo.

## Vida personal
Baeza está casada con el guionista, novelista y director de cine Alex Garland; con quien tiene dos hijos, Milo y Eva.

## Filmografía

### Cine
| Año  | Título                       | Rol             | Director(a)       |
| ---- | ---------------------------- | --------------- | ----------------- |
| 1995 | A Kid in King Arthur's Court | Princesa Katie  | Michael Gottlieb  |
| 1999 | Sunburn                      | Aideen Higgins  | Nelson Hume       |
| 2001 | All Forgotten                | Mashenka        | Reverge Anselmo   |
| 2002 | The Escapist                 | Valerie Hopkins | Gillies MacKinnon |
| 2007 | Sunshine                     | Hermana de Capa | Danny Boyle       |

### Televisión
| Año  | Título                      | Rol                | Notas                            |
| ---- | --------------------------- | ------------------ | -------------------------------- |
| 1994 | Mud                         | Phillipa           | 6 episodios                      |
| 1994 | Screen Two                  | Paula              | Episodio "Look Me in the Eye"    |
| 1995 | Joseph                      | Dina               | Miniserie                        |
| 1996 | No Bananas                  | Rose Grant         | 10 episodios                     |
| 1996 | The Tenant of Wildfell Hall | Rose Markham       | Miniserie; 2 episodios           |
| 1997 | The Longest Memory          | Lydia              | Telefilme                        |
| 1997 | La Odisea                   | Melanthe           | Miniserie; 2 episodios           |
| 1997 | Bramwell                    | Emmaline O'Neill   | 2 episodios                      |
| 1998 | Far from the Madding Crowd  | Bathsheba Everdene | Telefilme                        |
| 1998 | The Vanishing Man           | Helen Neath        | Episodio "Spooks"                |
| 1998 | The Magical World of Disney | Sandy              | Episodio "A Knight in Camelot"   |
| 1999 | A Touch of Frost            | Rachel Darrow      | Episodio "Private Lives"         |
| 2000 | Anna Karenina               | Kitty              | Miniserie; 4 episodios           |
| 2001 | Rebel Heart                 | Ita Feeney         | Miniserie; 4 episodios           |
| 2001 | Waking the Dead             | Anna Maitland      | Episodio "Every Breath You Take" |
| 2001 | The Way We Live Now         | Hetta Carbury      | Miniserie; 4 episodios           |
| 2002 | The Project                 | Irene Lloyd        | Telefilme                        |
| 2006 | Scars                       | Sophia             | Telefilme                        |
| 2008 | The Passion                 | María Magdalena    | Miniserie                        |
| 2008 | Spooks                      | Elizaveta Starkova | 3 episodios                      |

### Cortometrajes
- 1999: Like Clockwork (actriz)
- 2001: That Sinking Feeling (actriz)
- 2001: Watchmen (directora)[5]
- 2006: The Window (directora)
- 2009: The Odds (directora)
- 2017: Poles Apart (directora)
- 2022: Listen again and seek the sun (directora, segmento de la película antológica The House)
- TBA: The Toymaker's Secret